# André Rossignol (esgrimidor)
André Rossignol fue un deportista francés que compitió en esgrima, especialista en la modalidad de espada. Ganó dos medallas de bronce en el Campeonato Mundial de Esgrima de 1930 en las pruebas individual y por equipos.

## Palmarés internacional
| Campeonato Mundial | Campeonato Mundial | Campeonato Mundial | Campeonato Mundial |
| Año                | Lugar              | Medalla            | Prueba             |
| ------------------ | ------------------ | ------------------ | ------------------ |
| 1930               | Lieja (Bélgica)    | Medalla de bronce  | Espada individual  |
| 1930               | Lieja (Bélgica)    | Medalla de bronce  | Espada por equipos |